# Altbach
Altbach település Németországban, azon belül Baden-Württembergben. Lakosainak száma 6413 fő (2023. december 31.).

## Népesség
A település népessége az elmúlt években az alábbi módon változott:
| Lakosok száma | 4153 | 4468 | 5739 | 5788 | 5561 | 5672 | 5551 | 5745 | 5954 | 6413 |
|               | 1961 | 1967 | 1974 | 1980 | 1987 | 1993 | 2000 | 2006 | 2013 | 2023 |